# 米伊 (芒什省)
米伊（法語：Milly，法語發音：[miji]）是法国芒什省的一个旧市镇，属于阿夫朗什区。2016年，米伊与临近的3个市镇合并为新市镇格朗帕里尼。

## 地理
米伊（48°36'8"N, 1°1'12"W）面积9.65 平方千米，位于法国诺曼底大区芒什省，该省份为法国西北部沿海省份，西、北、东北三面环大西洋，东起顺时针与卡爾瓦多斯省、奧恩省、马耶讷省和伊勒-维莱讷省接壤。
与米伊接壤的市镇（或旧市镇、城区）包括：谢夫勒维尔、丰特奈、拉庞蒂、格朗帕里尼、罗马尼-丰特奈、维勒希安。

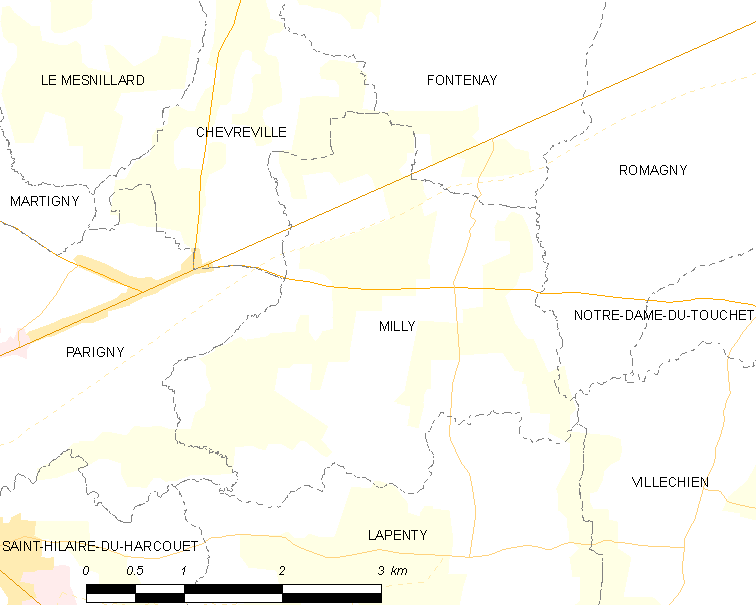
的OSM定位图

米伊的时区为UTC+01:00、UTC+02:00（夏令时）。

## 行政
米伊的邮政编码为50600，INSEE市镇编码为50329。

## 政治
米伊所属的省级选区为圣伊莱尔迪阿库埃县。

## 人口

1962-2008年间人口变化图示

米伊于2018年1月1日时的人口数量为329人。